# باتری نیکل-هیدروژن

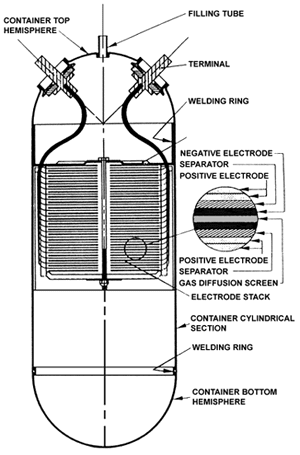
طرح شماتیک یک باتری نیکل-هیدروژن طراحی شده توسط ناسا

باتری نیکل-هیدروژن(به انگلیسی: Nickel–hydrogen battery) (مخفف انگلیسی: NiH۲ یا Ni–H۲) گونه‌ای از باتری‌های قابل شارژ است که در آن از فلز نیکل و گاز هیدروژن در یک مخزن تحت فشار استفاده می‌شود. فشار هیدروژن در این مخازن در حدود ۱۲۰۰ psi (۸۲٫۷ bar) است. همچنین در این پیل‌ها از محلول ۲۶٪ پتاسیم هیدروکسید  به عنوان الکترولیت استفاده می‌شود.ولتاژ اسمی تولیدی این باتری در حدود ۱٫۵ ولت است.
از این نوع باتری تاکنون در پروژه‌های فضایی چون ایستگاه فضایی بین المللی، نقشه‌بردار سراسر مریخ و چند پروژه فضایی دیگر استفاده شده است. 